# Esodo Pratelli
Esodo Pratelli (* 8. Februar 1892 in Lugo; † 4. Januar 1983 in Mailand) war ein italienischer Dokumentarfilmer, Filmregisseur und Maler.

## Leben
Pratelli diplomierte an der Akademie der Schönen Künste und wählte die Malerei als seine Ausdrucksform. Seine erste Ausstellung hatte er 1922. Während der Zeit des Faschismus nahm er an den bedeutendsten Ausstellungen der Zeit (wie der Quadriennale di Roma und der Biennale di Venezia) teil. Daneben wirkte er in verschiedenen Führungspositionen für den Film, so bei der Cinecittà, dem Centro Sperimentale di Cinematografia und für die Zensurkommission. Zwischen 1939 und 1943 drehte er selbst einige Filme nach eigenem Drehbuch, die gewissen Publikumserfolg verzeichnen konnten – der größte davon wohl Pia de’ Tolomei. Die Wirren in Italien ab 1943 sorgten für den Abbruch weiterer Projekte (Vittorio de Sica vollendete den von Pratelli begonnenen La porta del cielo). Nach Kriegsende widmete sich Pratelli in vielen kurzen Dokumentarfilmen vor allem der Kunst, der er sich auch nach 1950 wieder ausschließlich widmete.
Seit Beginn der 1920er Jahre lebte Pratelli in Mailand, wo er heiratete und auch in hohem Alter starb.

## Filmografie (Auswahl)
- 1939: Ehen in Verwirrung (Scandalo per bene)
- 1941: Pia de’ Tolomei
- 1942: Wofür ist dieses Geld? (A che servono questi quattrini?)
- 1943: Gente dell’aria
- 1944: Die Liebe der Engel (L’amore degli angeli)